# 大邱釜山高速公路
大邱釜山高速公路（：／ Daegu Busan gosokdoro */?），是連接韓國大邱廣域市東區及慶尚南道金海市的一條高速公路，是中央高速公路的一部分。全長約82公里。
2001年開工興建，2006年通車。